# Cannoli

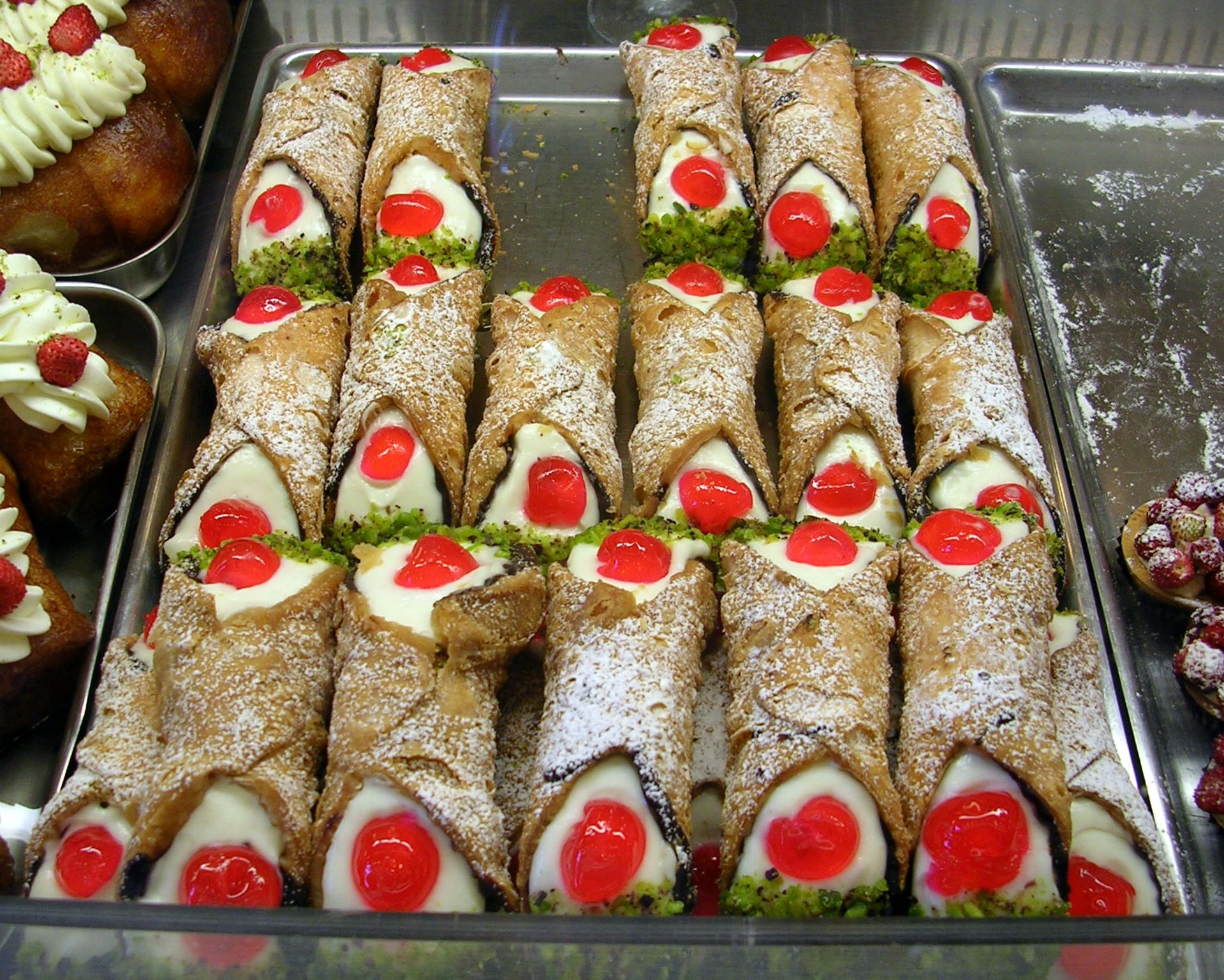
Cannoli siciliani

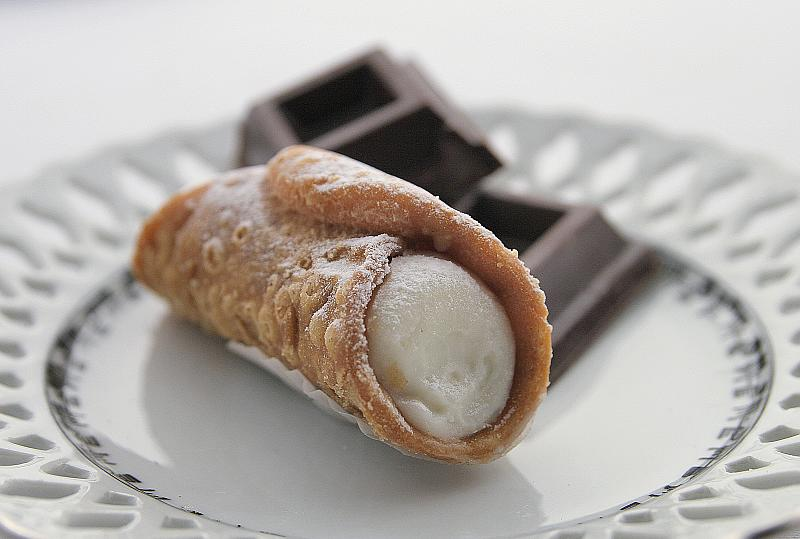
Een traditionele cannolo

Een cannolo (meervoud cannoli) is een gebakje en nagerecht uit de Siciliaanse keuken. Het bestaat uit een gerold koekje dat gevuld is met ricotta. 
Het is een van de bekendste gerechten uit de Siciliaanse keuken. Als zodanig is het officieel erkend en opgenomen in de lijst van traditionele Italiaanse voedingsproducten (PAT) van het Ministerie van Landbouw-, Voedsel- en Bosbouwbeleid (MiPAAF).

## Etymologie
De naam is afgeleid van het rivierriet waarin de wafel tot enkele decennia geleden tijdens de voorbereiding werden opgerold.
In het Siciliaans wordt het een "cannolu" genoemd dat "klein buisje" betekent. Dit komt van de rietstokken die gebruikt werden om het deeg omheen te vouwen, voordat het gefrituurd werd.

## Bereiding
Voor de koek gebruikt men bloem, suiker, sinaasappel en de sterke Siciliaanse wijn Marsala. Soms wordt ook ei, reuzel of roomboter toegevoegd. De vulling bestaat traditioneel uit gezoete schapenricotta.
De koekjes krijgen hun vorm doordat ze om een metalen cilinder worden gerold en in reuzel worden gefrituurd. De vulling dient kort voor het serveren aangebracht te worden om te voorkomen dat het omhulsel zacht wordt.

## Herkomst
Het nagerecht is gecreëerd door vrouwen tijdens de Arabische bezetting van Sicilië tussen 827 en 1091. De Arabieren voorzagen Sicilië van citrusvruchten, suikerriet, amandelen en pistachenoten.

Het gerecht stamt mogelijk uit de stad Caltanissetta of Palermo.